# Mikroinlärning
Mikroinlärning (engelska: microlearning) beskriver en lärande strategi som levererar information till individer i små ramverk. 

## Definition och förklaring
Mikroinlärning kan ses som ett läroverktyg som genom kortsiktiga lärandeaktiviteter förmedlar information. Termen mikroinlärning förekommer ofta inom e-learning och inom områden relaterat till undervisning. Mikroinlärning är ett holistiskt tillvägagångssätt för kompetensbaserat lärande och utbildning som handlar om relativt små inlärningsenheter. Det handlar om kortsiktiga fokuserade strategier speciellt utformade för kompetensbaserad förståelse, lärande och utbildning. Mikroinlärning avser mikroperspektiv av lärande, utbildning och kompetensutveckling.  Tekniken är kapabel att hantera utmaningar som är förknippade med långsamt lärande. Denna inlärningsteknik är mångsidig, inte bara för kompetensbaserad utbildning men också för hållbar socioekonomisk utveckling. Utan att ta hand om mikroperspektiv inom ramen för lärande, utbildning och kompetensutveckling så kan en färdighetsbaserad utbildning inte ges effektivt. 
I en stor bemärkelse kan mikroinlärning förstås som en metafor som refererar till mikroaspekter av olika inlärningsmodeller, begrepp och processer. Beroende på ramar och referensdomäner varierar mikro- och makroperspektiv, de är relationella begrepp. I samband med språkinlärning kan man exempelvis tänka på mikroaspekter i form av vokabulär, fraser, meningar och skilja dem från situationer och episoder och sociokulturella särdrag eller komplex semantik. I en mer allmän diskurs om lärande kan man skilja mellan inlärning av individer, gruppundervisning eller lärande av organisationer och lärande av generationer eller samhällen.
Dessutom markerar mikroinlärning en övergång från gemensamma modeller av lärande mot mikroperspektiv på och betydelsen av mikrodimensioner i lärandeprocessen. Mikroinlärningens tillvägagångssätt är ett framväxande paradigm, så det finns inga hårda definitioner eller sammanhängande användningar av termen än. Det växande fokuset på mikroinlärning-aktiviteter kan emellertid ses av webbanvändares aktiviteter i ämnet, vilka innehåller motsvarande bloggposter och sociala bokmärken med termen "mikroinlärning". 

## Syfte
Som en instruktionsteknik fokuserar mikroinlärning på utformningen av mikroinlärnings-aktiviteter genom mikrosteg i digitala mediemiljöer, som redan är en daglig verklighet för dagens kunskapsarbetare. Dessa aktiviteter kan integreras i elevens dagliga rutiner och uppgifter. Till skillnad från "traditionella" e-learning-metoder tenderar mikroinlärning ofta mot push-teknik genom push media, vilket minskar den kognitiva belastningen på eleverna. Därför är urvalet av mikroinlärningsobjekt och takt och tidpunkt för mikroinlärningsaktiviteter av betydelse för didaktiska mönster. Mikroinlärning är en digital inlärningsupplevelse som är utformad för att vara effektiv, engagerande och njutbar. Mikroinlärning tillhandahåller inlärningsstorlek i skarp kontrast till den traditionella modellen för lärande och därmed följer engagemang.  

## Karaktärisering
Mikroinlärning kan karaktäriseras som följande: 
- Mikroinlärning-processer härrör ofta från interaktion med mikroinnehåll, vilket sker antingen i utformade (media) inställningar (e-learning) eller i framväxande mikroinnehållsstrukturer som webbloggningar eller sociala bokmärkeschefer på World Wide Web. [5]
- Microlearning kan vara ett antagande om den tid som behövs för att lösa en inlärnings uppgift, till exempel att svara på en fråga, memorera ett informationsobjekt eller hitta en nödvändig resurs.[6] Inlärningsprocesser som har kallats "mikroinlärning" kan täcka ett spänningsområde från några sekunder (t.ex. i mobilinlärning) upp till 15 minuter eller mer. Det finns en del relation till termen mikroundervisning, vilket är en etablerad praxis inom lärarutbildning.
- Mikroinlärning kan också förstås som en process av efterföljande "korta" inlärningsaktiviteter, d.v.s att lära sig genom interaktion med mikroinnehållsobjekt i små tidsramar. I det här fallet kommer design, urval, återkoppling och pacing av upprepade eller annars "kedjiga" mikroinlärningsuppgifter att ses.
- I större omfattning är mikroinlärning det sätt som fler och fler människor faktiskt gör informellt lärande och får kunskap i mikroinnehåll, mikromedier eller multitasking-miljöer, särskilt de som blir alltmer baserade på Web 2.0 och trådlösa teknologier. I detta bredare perspektiv suddas gränserna mellan mikroinlärning och det komplementära begreppet mikrokännedom.[1]